# Charrais

Charrais este o comună în departamentul Vienne, Franța. În 2009 avea o populație de 978 de locuitori.